# Guns 'n' Wankers
Guns 'n' Wankers was een punkband die in het begin van de jaren 90 gevormd werd door ex-leden van de Britse punkband Snuff en de Britse rockband The Wildhearts.

## Biografie
De band bestond uit Duncan Redmonds (zang, gitaar), Patrice Walters (drums, zang) en Joolz Dean (basgitaar, zang). De drie vormden de band op dezelfde dag dat Snuff hun toenmalige afscheidsconcert speelden (de band is echter weer bij elkaar) en Walters The Wildhearts verliet.
Na enkele tours door het Verenigd Koninkrijk met andere bands waaronder Leatherface, NOFX en Wat Tyler, begon de band enkele demoalbums op te nemen. Dit viel samen met een tour door de Baskische regio in Spanje, waar de demo goed verkocht. Bij hun terugkeer sponsorde Sean (van Wat Tyler), de oprichter van Rugger Bugger Discs, het debuutalbum van Guns 'n' Wankers, dat werd opgenomen en geproduceerd door Andy Davies in Hitchin, Hertfordshire. De opnames werden oorspronkelijk uitgebracht op Rugger Bugger Discs als drie 7" ep's: Hardcore, Pop, en Metal (Silly was gratis bij de aankoop van een editie van de zine Fear & Loathing', in zeer beperkte aantallen). Het studioalbum kwam later dat jaar uit. Hier staan alle nummers op die ook op de ep's staan, met uitzondering van de track "Evergreen" van Metal. Toen Fat Mike (van NOFX), eigenaar van het Amerikaanse Fat Wreck Chords, belangstelling voor de band toonde, werd het album (met uitzondering van het werk op Metal) heruitgegeven via zijn label. Het album, getiteld For Dancing and Listening, kwam uit in 1994 en was de eerste en laatste uitgave van Guns 'n' Wankers op het label. Het was tevens het laatste album dat de band ooit zou opnemen, gezien het feit dat de band uit elkaar viel als gevolg van de hervorming van Snuff.

## Discografie
Studioalbums
- G ‘N ‘W (1994)
- For Dancing and Listening (1994)

Ep's
- Pop (1994)
- Metal (1994)
- Hardcore (1994)
- Silly (1994)